# پیتای گارنی
Gurney را پیتا (پرنده) (Hydrornis gurneyi) متوسط passerine پرنده. این این گونه در شبه جزیره مالزیبا جمعیت عمدتاً یافت می‌شود. نام مشترک و علمی این گونه به خاطر بزرگداشت بانکدار انگلیسی و، پرنده‌شناس جان هنری Gurney بر روی این پرنده انتخاب گردیده است.(1819-1890). رژیم غذایی این پرنده شامل انواع حشرات و کرم‌های خاکی است.

## توضیحات
نر ابن پرنده با تاج و سیاه و زرد و بقیه سر سیاه و قهوه ای گرم است. جنس ماده پوست قهوه ای تاج و گونه‌ای سفید رنگ است.

## وضعیت و حفاظت
پیتای گارنی یک گونه در خطر انقراض طبقه‌بندی گردیده است.در ابتدا تصور می‌شود منقرض شده‌است. برایبرخی از زمان پس از سال 1952 اما کشف شد در سال 1986. نادر بودن آن باعث شده که توسط ترخیص کالا از جنگل‌های طبیعی در جنوب برمه و شبه جزیره تایلند است.

### یادداشت
1. ↑  Hume, A.O. (1875). "Novelties: Pitta gurneyi". Stray Feathers. 3 (4): 296–298.
2. ↑  Beolens, Bo; Watkins, Michael (2003). Whose Bird? Men and Women Commemorated in the Common Names of Birds. London: Christopher Helm. p. 153.